# 4586 Gunvor
4586 Gunvor је астероид главног астероидног појаса са средњом удаљеношћу од Сунца која износи 2,305 астрономских јединица (АЈ).
Апсолутна магнитуда астероида је 13,8.